# Labeo lankae
Labeo lankae là một loài cá vây tia thuộc họ Cyprinidae.
Loài này chỉ có ở Sri Lanka.